# ГЕС Tepekışla
ГЕС Tepekışla – гідроелектростанція на півночі Туреччини. Знаходячись після ГЕС Niksar (40 МВт), становить нижній ступінь каскаду на річці Келькіт, великій правій притоці Єшиль-Ирмаку, який впадає до Чорного моря біля міста Самсун.
В межах проекту річку перекрили кам’яно-накидною греблею із глиняним ядром висотою 56 метрів (від фундаменту, висота від дна річки – 39 метрів) та довжиною 145 метрів, яка потребувала 0,75 млн м3 матеріалу.
Пригреблевий машинний зал обладнали двома турбінами типу Каплан потужністю по 33 МВт та однією турбіною типу Френсіс потужністю 3,7 МВт. При напорі у 37 метрів це обладнання повинне забезпечувати виробництво 241 млн кВт-год електроенергії на рік.
Можливо відзначити, що вище від станції Tepekışla до Келькіту через ГЕС Köklüce здійснюється деривація ресурсу із верхньої течії Єшиль-Ирмаку, а невдовзі після Tepekışla Келькіт впадає до Єшиль-Ирмаку перед водосховищем ГЕС Hasan Uğurlu. 